# Alessandro Latif
Alessandro Latif (ur. 11 kwietnia 1996 roku w Londynie) – brytyjski kierowca wyścigowy.

## Kariera
Latif rozpoczął karierę w jednomiejscowych samochodach wyścigowych w wieku 16 lat w 2012 roku w Formule Renault. W tym roku rozpoczął starty w Europejskim Pucharze Formuły Renault 2.0 oraz w Alpejskiej Formule Renault. W obu tych seriach Francuz podpisał kontrakt z brytyjską ekipą Atech Reid GP. Jednak zarówno w serii alpejskiej, jak i europejskiej nie zdobył żadnych punktów.
Na sezon 2013 Brytyjczyk podpisał kontrakt z Avelon Formula na starty w V de V Challenge Endurance - Proto - Scratch.

## Statystyki
| Sezon | Seria                                                                     | Zespół             | Wyścigi | Zwycięstwa | PP | NO | Podium | Punkty | Pozycja |
| ----- | ------------------------------------------------------------------------- | ------------------ | ------- | ---------- | -- | -- | ------ | ------ | ------- |
| 2012  | Europejski Puchar Formuły Renault 2.0                                     | Atech Reid GP      | 6       | 0          | 0  | 0  | 0      | 0      | NS      |
| 2012  | Alpejska Formuła Renault 2.0                                              | Atech Reid GP      | 4       | 0          | 0  | 0  | 0      | 0      | NS      |
| 2012  | Speed EuroSeries                                                          | G-Cat Racing       | 4       | 0          | 0  | 0  | 0      | 25     | 23      |
| 2013  | V de V Challenge Endurance - Proto - Scratch                              | Avelon Formula     | 5       | 1          | 0  | 0  | 1      | 52,5   | 16      |
| 2013  | Speed EuroSeries                                                          | Avelon Formula     | 2       | 2          | 0  | 0  | 2      | 34     | 4       |
| 2013  | V de V Michelin Endurance Series - Challenge Endurance GT/Tourisme V de V | Avelon Formula     | 1       | 0          | 0  | 0  | 0      | 0      | NS      |
| 2013  | Gulf 12 Hours - CN2                                                       | BF Motorsport      | 1       | 0          | 0  | 0  | 0      | N/A    | NS      |
| 2014  | 24h Le Mans - LMP2                                                        | Greaves Motorsport | 1       | 0          | 0  | 0  | 0      | N/A    | NS      |